# 比尔·狄克逊
比尔·狄克逊（英語：Bill Dixon，1912年11月9日—1969年6月10日），澳大利亚男子赛艇运动员。他曾代表澳大利亚参加1938年大英帝国运动会赛艇比赛，获得男子八人单桨有舵手银牌。